# Кагаси
Кага́си (чув. Какаҫ) — деревня в Аликовском муниципальном округе Чувашской Республики. Входила в состав Чувашско-Сорминского сельского поселения до его упразднения в 2022 году.

## География
Кагаси расположена северо-восточнее административного центра Аликовского района в 18 км.  Рядом с селением протекает река Сорма.
В деревне 3 улицы: Союзная, Южная и Мира.

### Климат
Климат умеренно континентальный с продолжительной холодной зимой и тёплым летом. Средняя температура января −12,9 °C, июля 18,3 °C, абсолютный минимум достигал −44 °C, абсолютный максимум 37 °C. За год в среднем выпадает до 552 мм осадков.

## История
До 1917 года входило в состав Ново-Мамеевскую волость Цивильского уезда. До 1927 года — в Чуваш-Сорминской волости Ядринского уезда. 1 ноября 1927 года вошло в Аликовский район, а 20 декабря 1962 года включено в Вурнарский район. С 14 марта 1965 года — снова в Аликовском.

## Население
| 2010 | 2012 |
| ---- | ---- |
| 125  | →125 |

## Известные уроженцы, жители
- Ефимов, Лев Архипович — чувашский писатель историк-краевед.

## Инфраструктура
Личное подсобное хозяйство с зоной сельскохозяйственного использования, индивидуальная застройка усадебного типа.
Основа экономики — сельское хозяйство.
В настоящее время деревня в основном газифицирована.